# 動物の行動と管理学会
動物の行動と管理学会（どうぶつのこうどうとかんりがっかい、英；Japanese Society for Animal Behaviour and Management）は、産業動物、伴侶（愛玩）動物、実験動物、展示動物、野生動物の行動と管理、ならびにそのウェルフェアに関する学術研究を振興し、情報交換を通じて、研究成果ならびに技術、知識の普及を図り、持続的社会と文化の発展に寄与することを目的とする学術団体である（会則第2条）。

## 概略
2019年4月1日に日本家畜管理学会(Japanese Society of Livestock Management)と応用動物行動学会(Japanese Society for Applied Animal Behaviour)が統合して、設立した。
機関誌として、"Animal Behavior and Management"を発行する。